# Alberto Williams
Alberto Williams (født 23. november 1862 i Buenos Aires, Argentina - død 17. juni 1952) var en argentinsk komponist og dirigent.
Williams er blevet kaldt faderen for argentinsk musik. Han er først og fremmest symfoniker. Han har skrevet 9 symfonier, en klaverkoncert og et væld af orkesterværker i alle afskygninger. Han skrev i alt 136 værker.
Williams fik tildelt et stipendium af den argentinske regering i 1882, så han kunne tage til Paris og studere komposition på Musikkonservatoriet i Paris, under César Franck.
Williams kom tilbage til Argentina i 1889 og begyndte at lade sig influere af den mangfoldige folklore i landet, han flettede f.eks. moderne milongaer og zambas ind i sin klassiske kompositionsstil og skabte en original syntese af stilarter, som stadig befandt sig inden for den europæiske klassiske musiktradition.
I 1893 etablerede han Buenos Aires Musikkonservatorium (i dag Conservatorio de Música Alberto Williams) hvor han underviste og skrev lærebøger om musikteori. Han blev ligeledes den første i landet til at indføre folklore i symfonisk musik.

## Udvalgte værker
- Symfoni nr. 1 (1907) - for orkester
- Symfoni nr. 2 "Heksen fra bjergene" (1910) - for orkester
- Symfoni nr. 3 "Den hellige jungle" (1911) - for orkester
- Symfoni nr. 4 "Genvejen" (1935) - for orkester
- Symfoni nr. 5 "Hjertet af dukken" (1936) - for orkester
- Symfoni nr. 6 "Kometens død" (1937) - for orkester
- Symfoni nr. 7 "Evig hvile" (1937) - for orkester
- Symfoni nr. 8 "Sfinksen" (1938) - for orkester
- Symfoni nr. 9 "Det humoristiske" (1939) - for orkester
- Argentinsk suite nr. 1 (1923) - for orkester
- Argentinsk suite nr. 2 (1923) - for orkester
- Argentinsk suite nr. 3 (1923) - for orkester
- koncert overture nr. 1 (1889) - for orkester
- koncert overture nr. 2 (1892) - for orkester